# Седлак, Лукаш
Лу́каш Се́длак (чеш. Lukáš Sedlák; род. 25 февраля 1993, Ческе-Будеёвице) — чешский хоккеист, нападающий.

## Карьера
Воспитанник клуба «Ческе Будеёвице». С 2008 по 2011 год играл в юниорской Экстралиге. В 2011 году перебрался за океан. Выступал в главной юниорской лиге Квебека за «Шикутими Сагенинс». С 2013 года играл в АХЛ. Стал обладателем Кубка Колдера 2016 года в составе «Лейк Эри Монстерз». С сезона 2016/17 выступал в НХЛ за «Коламбус Блю Джекетс».
31 мая 2019 года подписал контракт с российским клубом «Трактор», выступающим в КХЛ. Старт сезона в новом клубе получился для Седлака очень удачным: он забросил 5 шайб в первых 6 матчах и был лучшим снайпером КХЛ. Но потом он получил травму и его результативность уменьшилась.
В ноябре 2019 года был впервые вызван в сборную Чехии для участия в матчах Еврохоккейтура. 10 ноября забросил свою первую шайбу за сборную, отличившись в матче Кубка Карьяла против сборной России.
15 января 2020 года было объявлено об участии Лукаша Седлака в Матче всех звёзд КХЛ.

## Достижения
- Обладатель кубка Колдера 2016
- Чемпион мира 2024

## Статистика
Обновлено на конец сезона 2020/2021
- НХЛ — 164 игры, 27 очков (15+12)
- АХЛ — 180 игр, 65 очков (37+28)
- Юниорская лига Квебека — 122 игры, 92 очка (38+54)
- КХЛ — 120 игр, 78 очков (39+39)
- Сборная Чехии — 9 игр, 5 шайб
- Всего за карьеру — 595 игр, 267 очков (134+133)